# Équipe cycliste Gapyeong
 (août 2022).
L'équipe cycliste Gapyeong est une équipe cycliste sud-coréenne, ayant le statut d'équipe continentale depuis 2017.

## Classements UCI
L'équipe participe aux épreuves des circuits continentaux et en particulier de l'UCI Asia Tour. Les tableaux ci-dessous présentent les classements de l'équipe sur les différents circuits, ainsi que son meilleur coureur au classement individuel.
UCI Asia Tour
| UCI Asia Tour | UCI Asia Tour          | UCI Asia Tour                             | UCI Asia Tour |
| Année         | Classement par équipes | Meilleur coureur au classement individuel |               |
| ------------- | ---------------------- | ----------------------------------------- | ------------- |
| 2022          | 34e                    | Choe Hyeong-min (160e)                    |               |
|               |                        |                                           |               |
| Source : UCI  |                        |                                           |               |

L'équipe est également classée au Classement mondial UCI qui prend en compte toutes les épreuves UCI et concerne toutes les équipes UCI.
| Classement mondial | Classement mondial     | Classement mondial                        | Classement mondial |
| Année              | Classement par équipes | Meilleur coureur au classement individuel |                    |
| ------------------ | ---------------------- | ----------------------------------------- | ------------------ |
| 2022               | 190e                   | Choe Hyeong-min (1749e)                   |                    |
|                    |                        |                                           |                    |
| Source : UCI       |                        |                                           |                    |

## Gapyeong Cycling Team en 2022
| Cycliste        | Date de naissance | Nationalité  | Équipe 2021                  |  |
| --------------- | ----------------- | ------------ | ---------------------------- |  |
| Cha Dong-Hyeon  | 7 septembre 1995  | Corée du Sud | Gapyeong Cycling Team        |  |
| Choe Hyeong-min | 15 avril 1990     | Corée du Sud | Geumsan Insam Cello          |  |
| Choi Taeyeon    | 29 janvier 2003   | Corée du Sud |                              |  |
| Keum Gangsan    | 7 janvier 1997    | Corée du Sud | Gapyeong Cycling Team        |  |
| Kim Woong-Tae   | 22 janvier 1997   | Corée du Sud | Gapyeong Cycling Team        |  |
| Lee Ki-suk      | 28 septembre 1988 | Corée du Sud | Gapyeong Cycling Team        |  |
| Park Juyoung    | 5 septembre 2000  | Corée du Sud | Gapyeong Cycling Team        |  |
| Park Sung-baek  | 27 février 1985   | Corée du Sud | Gapyeong Cycling Team        |  |
| Yoo Yeonwoo     | 18 mai 1998       | Corée du Sud | Gapyeong Cycling Team (2019) |  |
| Yu Deokmo       | 27 avril 2003     | Chine        |                              |  |